# Молочай древовидный
Молочай древовидный (лат. Euphórbia dendroides) — многолетнее древовидное растение; вид рода Молочай (Euphorbia) семейства Молочайные (Euphorbiaceae).
Видовой эпитет описывает древовидную форму роста вида. Однако древовидный ствол формируется лишь иногда.

## Ботаническое описание
Густо ветвящийся кустарник или дерево с полусферической кроной, высотой до 2 метров. В основном дихотомически ветвящиеся веточки, которые вскоре одревесневают. На их концах располагаются ланцетные бесстебельные листья длиной до 6,5 × 0,8 см, после увядания которых ветви остаются голыми и покрываются листовыми рубцами.
Соцветия — зонтики с пятью-восемью разветвлёнными лучами. Парные прицветники, расположенные вплотную под кистями, яйцевидные, размером около 10 × 15 мм, жёлто-зелёного цвета. Четыре нектарные железы циатии почти круглые, с двумя короткими рожками на внешней стороне. Вначале они жёлтые, а со временем становятся красными. Семена, выходящие из глубоко лопастных плодов, яйцевидные, до 3 мм длиной, с элайсомой.
Число хромосом 2n = 18.

## Распространение и экология
Встречается в Средиземноморье ареал от Испании через Италию и Хорватию до Турции и от Туниса до Египта и Канарских островов. Растёт вблизи побережий на высоте от 0 до 600 (иногда до 900) метров над уровнем моря. Предпочитает места на открытом солнце, на открытой местности, на скалистом грунте.
Вид внесён в Красную книгу МСОП и находится в категории «не вызывающих опасений» видов (Least Concern).
Примечательной особенностью этого вида является обратный ритм роста по сравнению с сопутствующей растительностью: весной, по окончании периода цветения, листья увядают и, как и все зеленые части растения, приобретают ярко-красный цвет. Довольно сухое лето проводит без листьев, осенью снова прорастает, а затем растёт в основном в дождливую зиму. Основное время цветения — начало весны.

## Выращивание
Из-за обратного ритма роста и большой потребности вида в свете его выращивание в Германии возможно лишь в ограниченном объеме. Как только температура воздуха весной поднимается выше 10 °C, его следует поместить в незащищенное, полностью солнечное и желательно теплое место в саду. Осенью растение следует перенести в отапливаемую теплицу, где оно снова должно находиться на открытом солнце (если позволяет погода). Хотя растение может переносить легкие ночные заморозки, для здорового роста необходима температура выше 10 °C. Выращивание на подоконнике невозможно, так как вид плесневеет и вскоре загнивает. Вредители и болезни встречаются крайне редко, если за растением правильно ухаживать.